# 两所屯站
两所屯站是位于贵州省安顺市郑家屯乡的一个铁路车站，邮政编码561000。车站建于1960年，有沪昆铁路经过该站，现仅办理货运，不办理客运业务，车站及其上下行区间均已电气化。车站距离贵阳站89公里，隶属成都铁路局，是四等站。